# Prunay (Marne)
Pour les articles homonymes, voir Prunay.
Prunay est une commune française, située dans le département de la Marne en région Grand Est.

## Géographie
|           | Nogent-l'Abbesse   | Beine-Nauroy |
| Puisieulx | Prunay             |              |
| Sillery   | Beaumont-sur-Vesle | Val-de-Vesle |

### Transports
La commune est desservie par la ligne  bus  16  (Opéra ↔ Prunay - Mairie) du réseau de transports en commun de l'agglomération CITURA qui la relie aux communes de Taissy, Sillery, Cormontreuil et Reims où elle dessert le lycée Marc Chagall ainsi que le centre-ville. Elle est aussi desservie par la gare de Prunay.

### Hydrographie

#### Réseau hydrographique
La commune est dans la région hydrographique « la Seine du confluent de l'Oise (inclus) à l'embouchure » au sein du bassin Seine-Normandie. Elle est drainée par la Vesle et le Fossé de la Cressonnière,.
La Vesle, d'une longueur de 139 km, prend sa source dans la commune de Somme-Vesle et se jette  dans l'Aisne à Ciry-Salsogne, après avoir traversé 52 communes. 

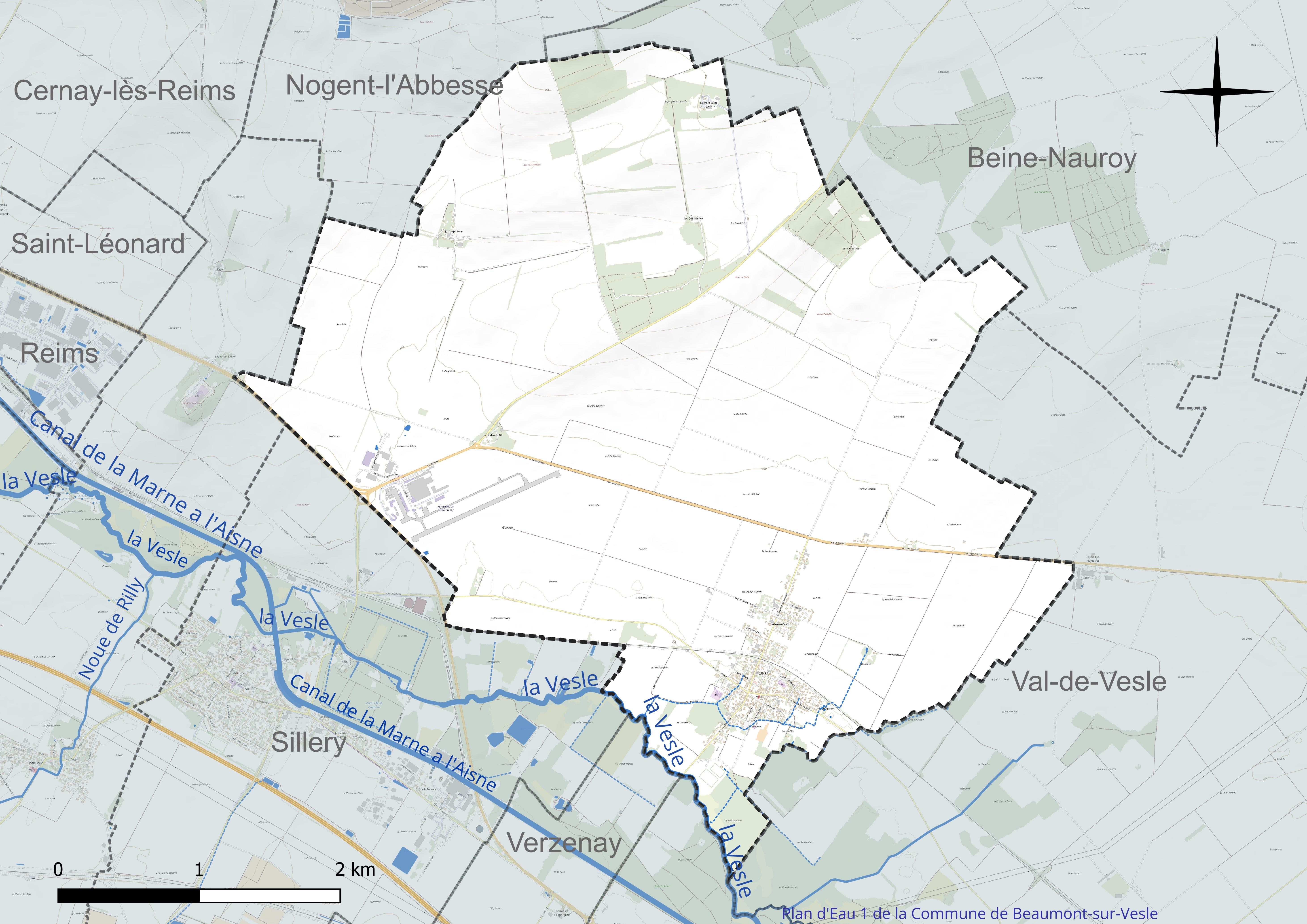
Réseau hydrographique de Prunay.

#### Gestion et qualité des eaux
Le territoire communal est couvert par le schéma d'aménagement et de gestion des eaux (SAGE) « Aisne Vesle Suippe ». Ce document de planification, dont le territoire s’étend sur 3 096 km2 répartis sur trois départements (Aisne, Marne et Ardennes) et deux régions (Champagne-Ardenne et Picardie), a été approuvé le 16 décembre 2013. La structure porteuse de l'élaboration et de la mise en œuvre est le Syndicat d’aménagement des bassins Aisne Vesle Suippe (SIABAVES). 
La qualité des cours d’eau peut être consultée sur un site dédié géré par les agences de l’eau et l’Agence française pour la biodiversité. 

### Climat
Pour des articles plus généraux, voir Climat du Grand Est et Climat de la Marne.
En 2010, le climat de la commune est de type climat océanique dégradé des plaines du Centre et du Nord, selon une étude du Centre national de la recherche scientifique s'appuyant sur une série de données couvrant la période 1971-2000. En 2020, Météo-France publie une typologie des climats de la France métropolitaine dans laquelle la commune est exposée à un climat océanique altéré et est dans la région climatique  Nord-est du bassin Parisien, caractérisée par un ensoleillement médiocre, une pluviométrie moyenne régulièrement répartie au cours de l’année et un hiver froid (3 °C). 
Pour la période 1971-2000, la température annuelle moyenne est de 10,4 °C, avec une amplitude thermique annuelle de 15,6 °C. Le cumul annuel moyen de précipitations est de 689 mm, avec 10,7 jours de précipitations en janvier et 8,1 jours en juillet. Pour la période 1991-2020, la température moyenne annuelle observée sur la station météorologique de Météo-France la plus proche, « Mailly-civc », sur la commune de Mailly-Champagne à 7 km à vol d'oiseau, est de 11,2 °C et le cumul annuel moyen de précipitations est de 755,5 mm. 
La température maximale relevée sur cette station est de 39,8 °C, atteinte le 25 juillet 2019 ; la température minimale est de −20 °C, atteinte le 16 janvier 1985,,. 
Les paramètres climatiques de la commune ont été estimés pour le milieu du siècle (2041-2070) selon différents scénarios d'émission de gaz à effet de serre à partir des nouvelles projections climatiques de référence DRIAS-2020. Ils sont consultables sur un site dédié publié par Météo-France en novembre 2022.

## Urbanisme

### Typologie
Au 1er janvier 2024, Prunay est catégorisée bourg rural, selon la nouvelle grille communale de densité à sept niveaux définie par l'Insee en 2022.
Elle est située hors unité urbaine. Par ailleurs la commune fait partie de l'aire d'attraction de Reims, dont elle est une commune de la couronne,. Cette aire, qui regroupe 294 communes, est catégorisée dans les aires de 200 000 à moins de 700 000 habitants,.

### Occupation des sols
L'occupation des sols de la commune, telle qu'elle ressort de la base de données européenne d’occupation biophysique des sols Corine Land Cover (CLC), est marquée par l'importance des territoires agricoles (87,3 % en 2018), une proportion sensiblement équivalente à celle de 1990 (88 %). La répartition détaillée en 2018 est la suivante : 
terres arables (85,7 %), forêts (5,8 %), zones industrielles ou commerciales et réseaux de communication (4,4 %), zones urbanisées (2,5 %), zones agricoles hétérogènes (1,6 %). L'évolution de l’occupation des sols de la commune et de ses infrastructures peut être observée sur les différentes représentations cartographiques du territoire : la carte de Cassini (XVIIIe siècle), la carte d'état-major (1820-1866) et les cartes ou photos aériennes de l'IGN pour la période actuelle (1950 à aujourd'hui).

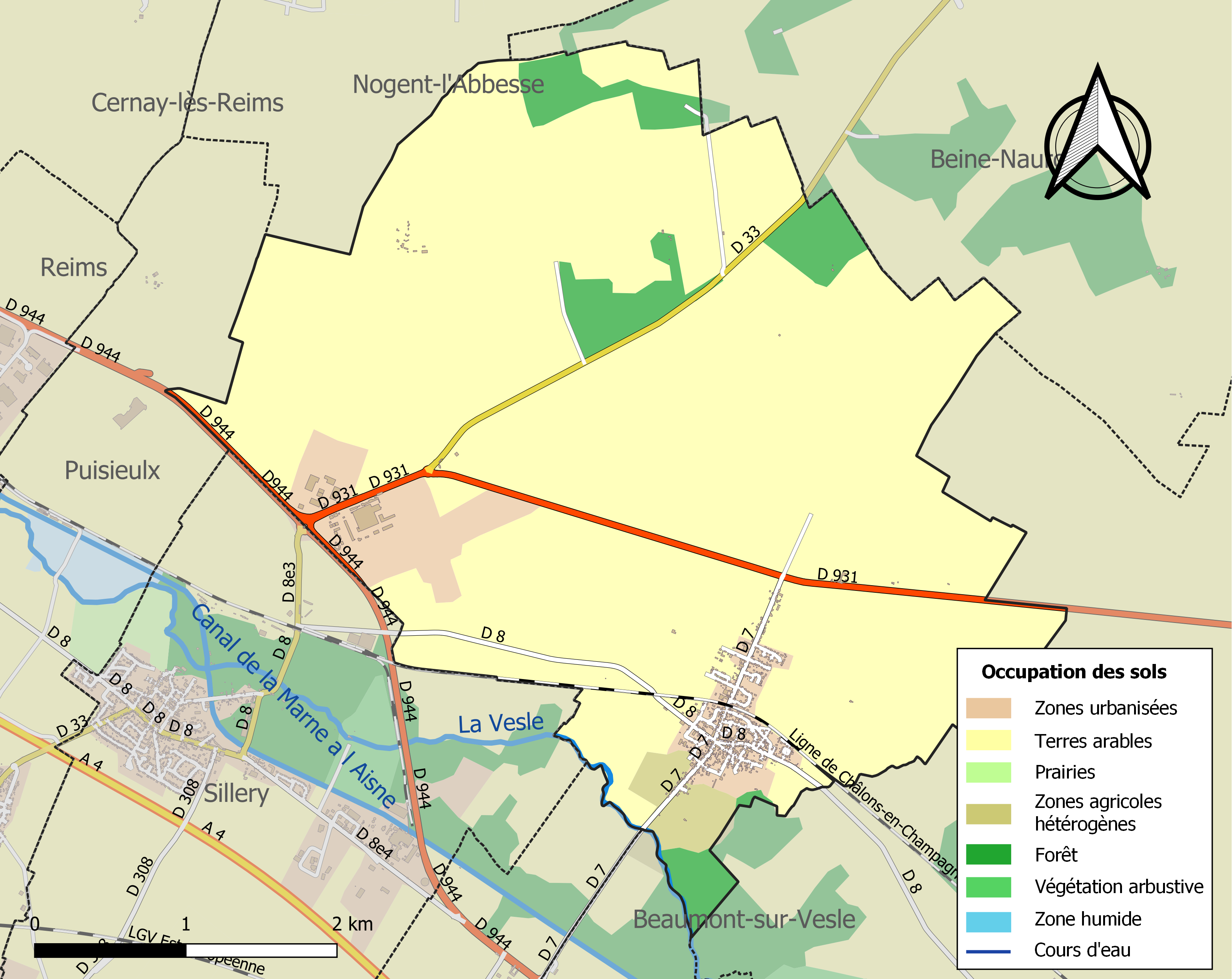
Carte des infrastructures et de l'occupation des sols de la commune en 2018 (CLC).

## Toponymie
L'origine du nom : il est déjà fait mention d'un Prunidis vers 850 (fait appel à l'arbre fruitier prunus), une mention Pruneta est relevée vers 1180, puis la forme actuelle en 1293.
Du latin prunus, était planté de pruniers.

## Histoire
Prunay fut un ancien lieu d'habitats gaulois et celtes attesté par les fouilles menées sur le territoire.
La commune et l'église furent liées au couvent de Verzy et à Saint Basle.
À la suite des destructions de la Première Guerre mondiale, la reconstruction ayant été aidée par les communes d'Avignon, de Port-Marly, Groslay et Saint-Gratien, la ville dédia des rues à ces bienfaitrices.

### Fouilles

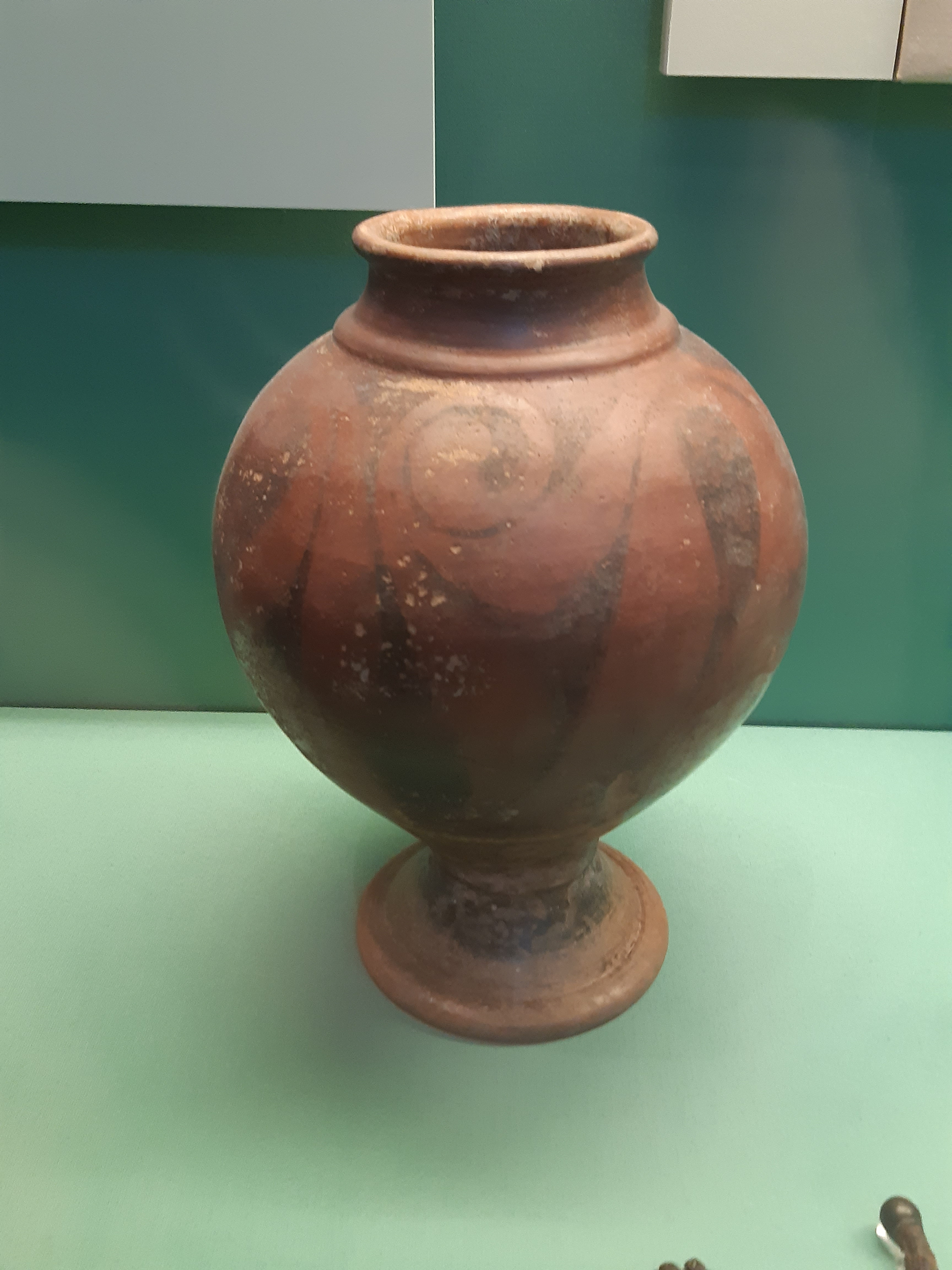
Vase de Prunay, British Museum

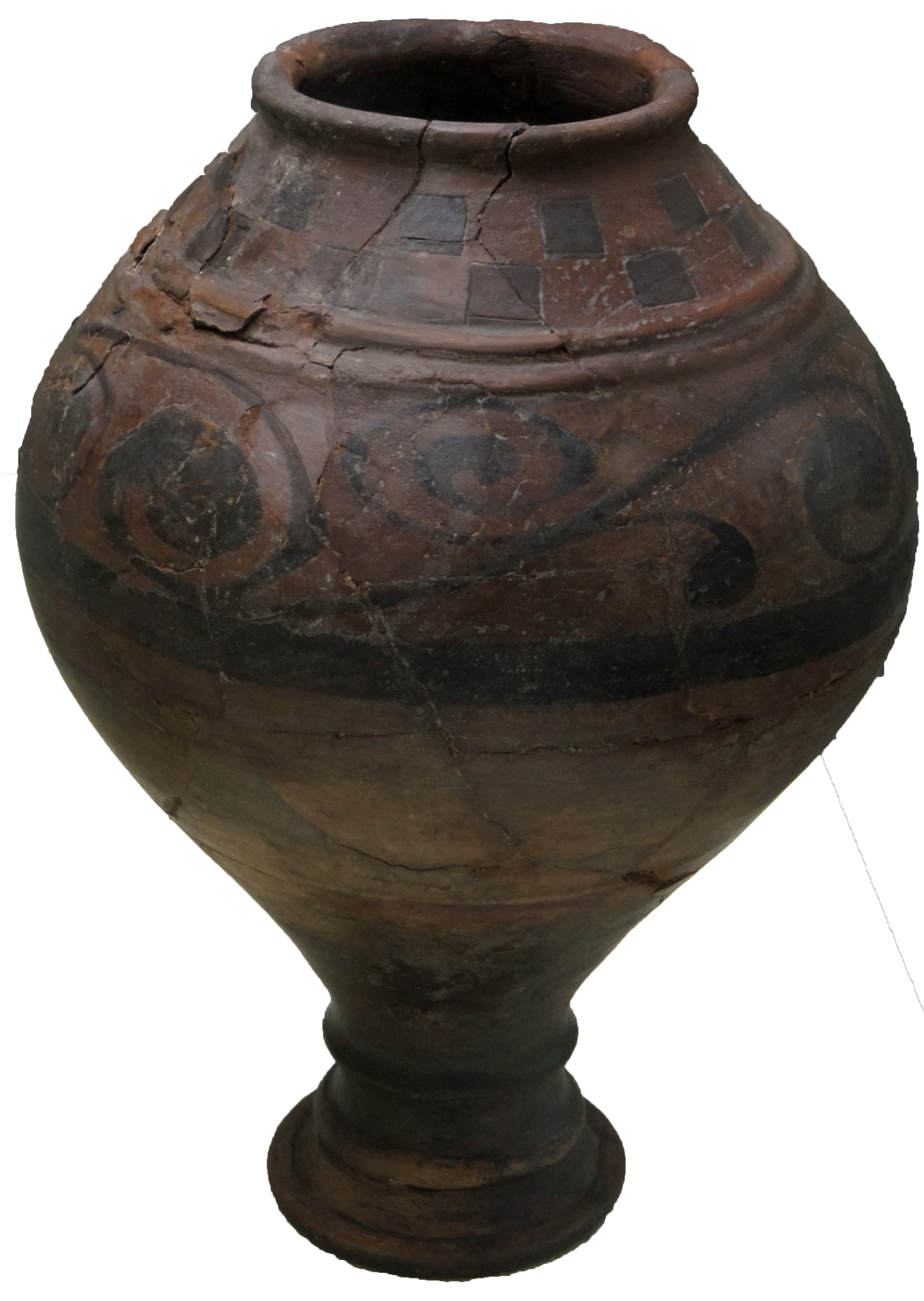
Les Comelles, vase su Ier siècle avant J.-C. Musée Saint-Remi de Reims.

Au lieu-dit Les Marquises, une trentaine de tombes et une tombe à char.
Au lieu-dit Champs de la guerre, fut mis au jour en fin XIXe siècle une nécropole de la Tène dont le vase peint en rouge et noir se trouve au British Museum.
Au lieu-dit Croix de l'hôpital, fut mis au jour en 1935 une nécropole à incinération de cinquante-deux sépultures et un habitat datant du Marnien II et III.
Au lieu-dit la Noue d'Ambigny, sur le domaine des Commelles, fut mis au jour une centaine de tombes gauloises en 1899. Sur le même domaine, au lieu-dit la Noue st-Remi, fut découvert en 1933 deux fossés comprenant cinquante-huit corps, pour le moins, avec des vases cinéraires entouré par des groupes de trois pierre. Cette structure se répétait pour séparer des groupes différents qui montraient un usage depuis le IVe avant J.C jusqu'à Néron.
Au lieu-dit Champs Cugnier, fut mis au jour en 1886 une nécropole de la Tène. Elle comprenait une trentaine de tombes creusées dans la craie avec des enclos circulaires parfois double et les deux corps placé en V. Une autre avait un corps placé en position accroupie avec une lance sur les genoux et un vase à ses pieds. Le mobilier : sept épées, sept lances, trois torques un collier alternant branches de corail et perles d'ambre, dix-sept bracelets, onze fibules furent dispersés entre messieurs Coyon, Savary et Morel. Les poteries étaient de forme élancée et peintes en rouge avec des spirales et d'autres noires de type grec.
L'Aqueduc de Reims passait au territoire.

## Politique et administration

### Rattachements administratifs et électoraux
La commune se trouve dans l'arrondissement de Reims du département de la Marne. Pour l'élection des députés, elle fait partie de la quatrième circonscription de la Marne.
Elle faisait partie depuis 1801 du canton de Beine-Nauroy. Dans le cadre du redécoupage cantonal de 2014 en France, elle est désormais intégrée au canton de Reims-8.

### Intercommunalité
La commune a été intégrée en 2013 dans la communauté d’agglomération Reims Métropole.
Celle-ci a été intégrée le 1er janvier 2017 dans la communauté urbaine Grand Reims, qui regroupe 143 communes, dont Prunay.

### Liste des maires
| Période                                  | Période                      | Identité                | Étiquette | Qualité                         |
| ---------------------------------------- | ---------------------------- | ----------------------- | --------- | ------------------------------- |
| Les données manquantes sont à compléter. |                              |                         |           |                                 |
| An I                                     | An II                        | Jean-Arnoult Pinte      |           |                                 |
| -                                        | -                            | Brice Hourblin          |           |                                 |
| An II                                    | An IX                        | Jean-Baptiste Choisy    |           |                                 |
| An IX                                    | An XI                        | Jean Pinte              |           |                                 |
| An XI                                    | 1806                         | Jean-Baptiste Antoine   |           |                                 |
| 1806                                     | 1829                         | Thomas Chaudron         |           |                                 |
| 1829                                     | 1832                         | Pierre-Martin Fery      |           |                                 |
| 1832                                     | 1862 ?                       | Jean-Toussaint Roitelet |           |                                 |
| 1862                                     | 1882                         | Christophe Pinte        |           |                                 |
| 1882                                     | 1892                         | Télésphore Antoine      |           |                                 |
| 1892                                     | 1900                         | Victor Gire             |           |                                 |
| 1900                                     | 1904                         | Jules Henrion           |           |                                 |
| 1904                                     | 1920                         | Victor Gire             |           |                                 |
| 1920                                     | 1925                         | Edouard Pertin          |           |                                 |
| 1925                                     | 1944                         | Léonce Barthelemy       |           |                                 |
| 1944                                     | 1953                         | Henry Dautremont        |           |                                 |
| 1953                                     | 1959                         | Maurice Lecompere       |           |                                 |
| 1959                                     | 1977                         | Rémy Morlet             |           |                                 |
| 1977                                     | 2001                         | Jean Munier             |           |                                 |
| mars 2001                                | En cours (au 4 juillet 2014) | Frédéric Lepan          | DVD       | Réélu pour le mandat 2020-2026, |

## Démographie
L'évolution du nombre d'habitants est connue à travers les recensements de la population effectués dans la commune depuis 1793. Pour les communes de moins de 10 000 habitants, une enquête de recensement portant sur toute la population est réalisée tous les cinq ans, les populations de référence des années intermédiaires étant quant à elles estimées par interpolation ou extrapolation. Pour la commune, le premier recensement exhaustif entrant dans le cadre du nouveau dispositif a été réalisé en 2005.

En 2022, la commune comptait 1 032 habitants, en évolution de −0,67 % par rapport à 2016 (Marne : −1,19 %, France hors Mayotte : +2,11 %).
| 1793 | 1800 | 1806 | 1821 | 1831 | 1836 | 1841 | 1846 | 1851 |
| ---- | ---- | ---- | ---- | ---- | ---- | ---- | ---- | ---- |
| 375  | 391  | 410  | 422  | 432  | 489  | 516  | 550  | 544  |

| 1856 | 1861 | 1866 | 1872 | 1876 | 1881 | 1886 | 1891 | 1896 |
| ---- | ---- | ---- | ---- | ---- | ---- | ---- | ---- | ---- |
| 533  | 574  | 527  | 471  | 470  | 465  | 474  | 435  | 434  |

| 1901 | 1906 | 1911 | 1921 | 1926 | 1931 | 1936 | 1946 | 1954 |
| ---- | ---- | ---- | ---- | ---- | ---- | ---- | ---- | ---- |
| 431  | 470  | 492  | 285  | 346  | 348  | 279  | 322  | 321  |

| 1962 | 1968 | 1975 | 1982 | 1990 | 1999 | 2005 | 2006 | 2010 |
| ---- | ---- | ---- | ---- | ---- | ---- | ---- | ---- | ---- |
| 315  | 381  | 477  | 545  | 716  | 855  | 948  | 938  | 968  |

| 2015  | 2020  | 2022  | - | - | - | - | - | - |
| ----- | ----- | ----- | - | - | - | - | - | - |
| 1 031 | 1 026 | 1 032 | - | - | - | - | - | - |

## Économie

### Aérodrome de Reims - Prunay

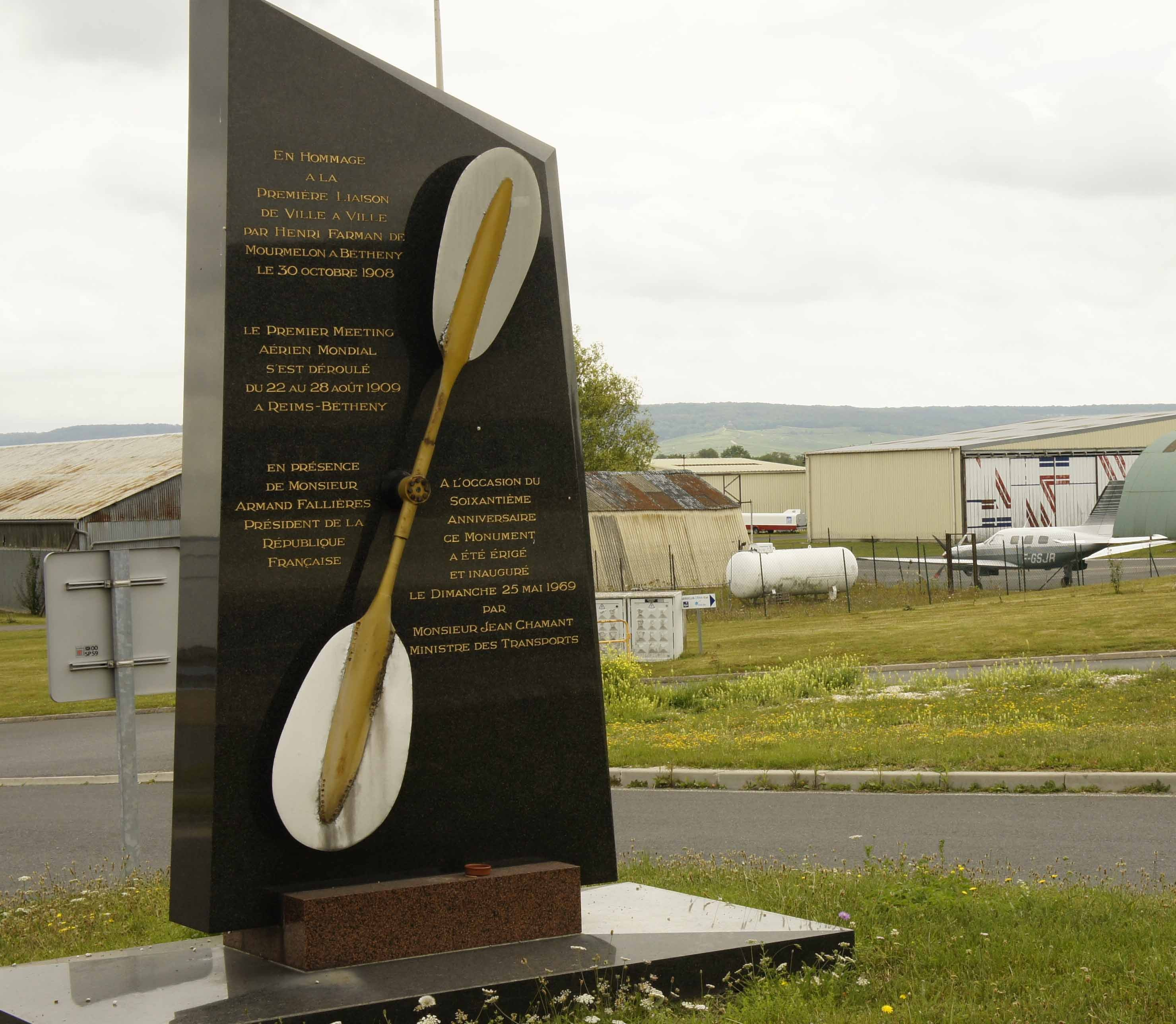
Monument aéronautique, en hommage au premier vol entre deux villes (Mourmelon/Bétheny) de 1909.

Sur le territoire de la commune se trouve l'Aérodrome de Reims - Prunay, renommé en 2013 Aéroport de Reims-en-Champagne, qui est la propriété de la Ville de Reims depuis une quarantaine d'années. Il a été transféré, depuis janvier 2013, à la compétence de la communauté d'agglomération de Reims Métropole.
L'exploitant pour la période 2013-2020 est le Groupe SNC-Lavalin.
Les caractéristiques de l' Aérodrome de Reims - Prunay :
- piste en dur de 1150 mètres,
- piste en herbe de 1170 mètres,
- des hangars à avion,
- un tour de contrôle,
- cinq salariés qualifiés AFIS et deux pompiers,
- 27 066 mouvements en 2012

## Culture locale et patrimoine

### Lieux et monuments

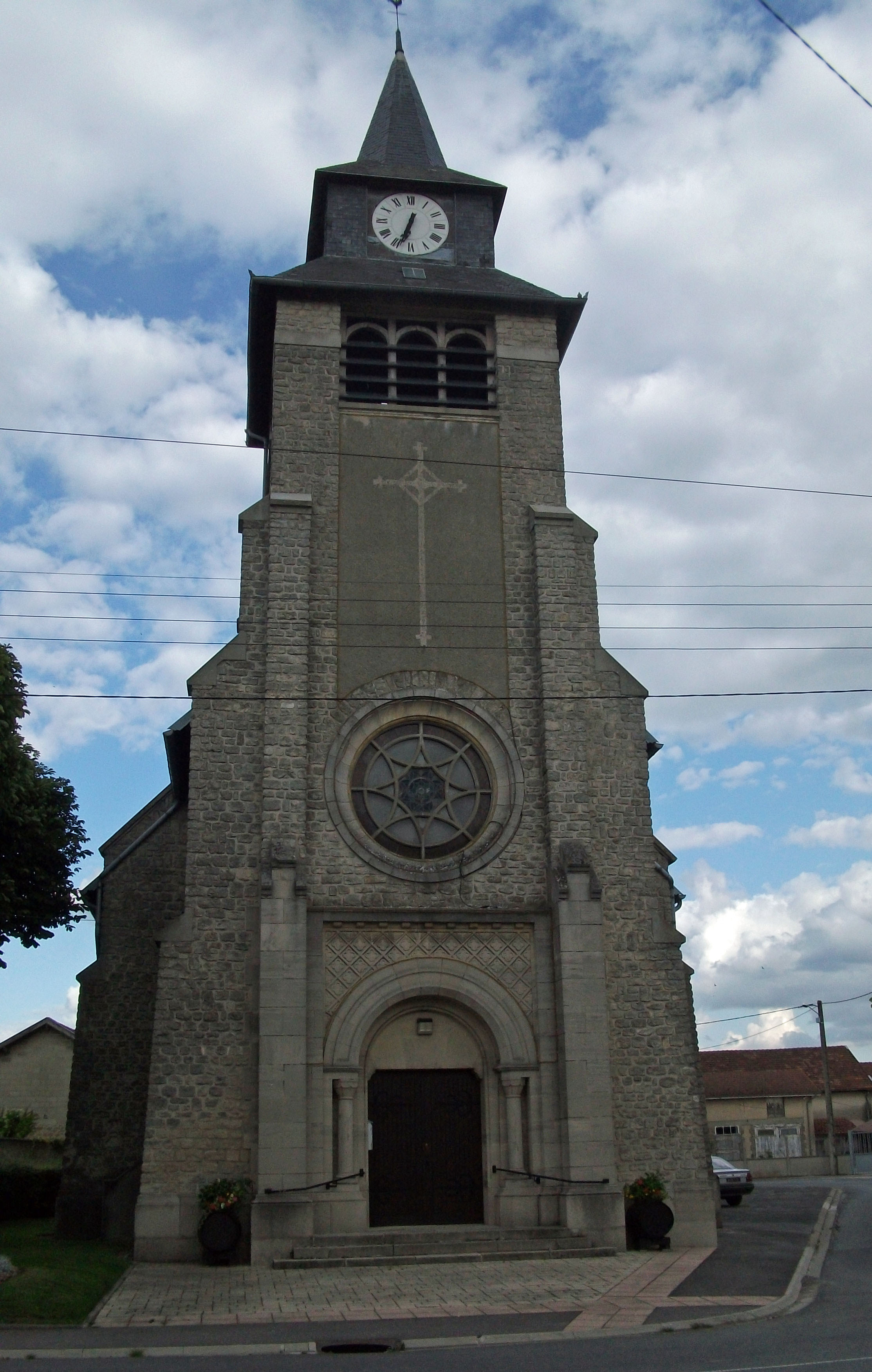
L'église de 1930.

- Église construite en 1930 avec des vitraux des sœurs de Troeyer, pour remplacer celle qui fut détruite lors de la Première Guerre mondiale et qui se trouvait au centre du cimetière, elle abrite une relique de Basle de Verzy.
- Monument en hommage au premier vol entre deux villes (Mourmelon/Bétheny) et à la Grande semaine d'aviation de la Champagne des 22 au 28 août 1909, il se trouve devant l'aérodrome de Prunay.
- Une maison aux indigents se trouve près de l'ancienne église.

### Héraldique
| Blason de Prunay | Blason  | D'azur à la bande d'argent côtoyée de deux doubles cotices potencées contre potencées d'or, l'intervalle entre les potences rempli de gueules. |
| Blason de Prunay | Détails | Le statut officiel du blason reste à déterminer.                                                                                               |